# Primovula
Genre
Synonymes
- Primovula (Primovula) Thiele, 1925[2]
- Primovula (Squiresia) Dolin & Dockery, 2018[2]

Primovula est un genre de mollusques gastéropodes de la famille des Ovulidae.

## Liste des espèces
Selon World Register of Marine Species (8 décembre 2018) :
- Primovula astra Omi & Iino, 2005
- Primovula beckeri (Sowerby III, 1900)
- Primovula fulguris (Azuma & C. N. Cate, 1971)
- Primovula panthera Omi, 2008
- Primovula roseomaculata (Schepman, 1909)
- Primovula rosewateri (C. N. Cate, 1973)
- Primovula santacarolinensis C. N. Cate, 1978
- Primovula symmetrica (Aldrich, 1903) †
- Primovula tadashigei (C. N. Cate, 1973)
- Primovula tropica F. A. Schilder, 1931
- Primovula uvula C. N. Cate, 1978